# 義州郡
義州郡（의주군、ウィジュぐん）は、朝鮮民主主義人民共和国北西部の鴨緑江に面した行政区画。平安北道に属する。

## 地理
平安北道の北西部、鴨緑江沿いに位置する。北東に朔州郡、東に天摩郡、南に枇峴郡、西南に新義州市と隣接する。鴨緑江の対岸は中国の九連城（現在は遼寧省丹東市振安区の一部）である。

## 行政区域
1邑・2労働者区・17里を管轄する。
| - 義州邑 - 徳龍労働者区 - 徳峴労働者区 - 金光里 - 大門里 - 台山里 - 大花里 - 龍渓里 - 龍雲里 - 美松里 | - 三下里 - 西湖里 - 水鎮里 - 於赤里 - 燕武里 - 雲川里 - 中端里 - 楸里 - 春山里 - 弘南里 |

## 歴史

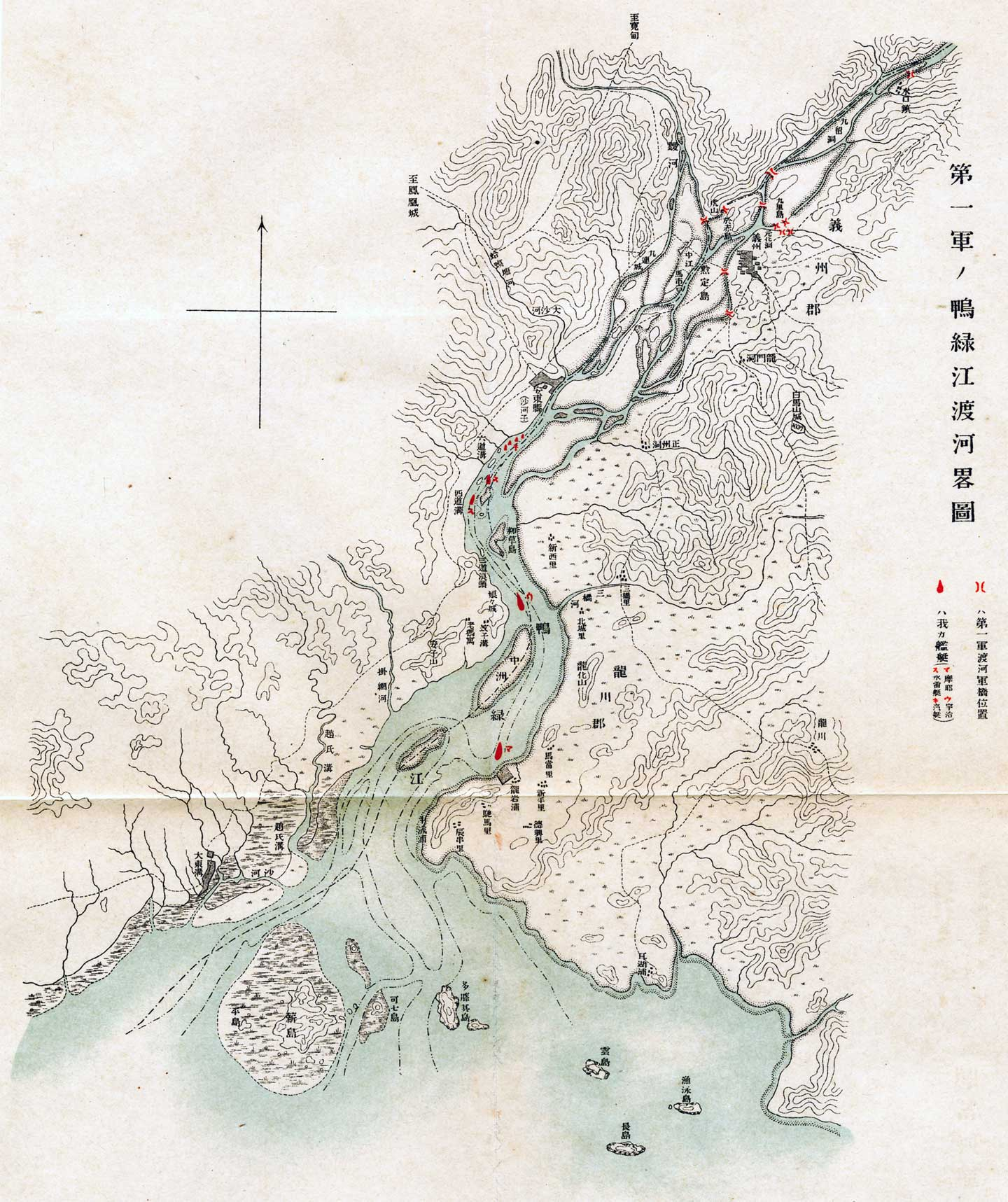
日露戦争・鴨緑江会戦当時の鴨緑江下流、義州周辺。新義州はまだできていない

現在の義州郡は1952年に成立したもので、それまでは現在の朔州郡・天摩郡・枇峴郡を含んでいた。歴史的には新義州も義州郡の一部であった。
古来より朝鮮半島の西北の関門であり、明代・清代の朝鮮王朝の使節は義州と九連城の間で鴨緑江を渡渉していた。平安道の中心の一つであり、1895年には現在の平安北道一帯を管轄する義州府が置かれ、また1907年からの一時期に平安北道の道庁も置かれた。1905年に京義線が開通し、1911年に鴨緑江に鴨緑江鉄橋が架かると、鉄道駅前に発達した新義州に地域の中心都市としての地位を譲った。
2002年4月には、鴨緑江の中洲に位置する西湖面など郡の一部が新義州特別行政区に指定された。

### 年表
この節の出典
- 1117年 - 義州防禦使が置かれる。
- 1221年 - 咸新の名で呼ばれる。のち、義州となる。
- 1269年 - 元の東寧府に属する。
- 1366年 - 義州牧に昇格。
- 1592年 - 義州府に昇格。
- 1895年 - 二十三府制による義州府が設置される。
- 1896年 - 平安北道義州郡となる（十三道制）。
  - 光化面・楊上面・楊下面・楊西面・弥羅面が龍川郡に編入。
- 1905年 - 京義線が開通。
- 1907年 - 平安北道観察使が寧辺から義州に移る。
- 1914年4月1日 - 郡面併合により、義州府光城面の一部が新義州府として分離、義州府の残りの部分が義州郡に改編。義州郡に以下の面が成立。(16面)
  - 州内面・義州面・古館面・松長面・水鎮面・古城面・古津面・古寧朔面・玉尚面・加山面・光城面・枇峴面・月化面・威遠面・広坪面・威化面
- 1921年 - 平安北道庁が新義州府に移る。
- 1929年4月1日 - 光城面・古城面の各一部が新義州府に編入。(16面)
- 1931年4月1日 - 義州面が義州邑に昇格。(1邑15面)
- 1941年4月1日 (1邑13面)
  - 光城面および古津面・古城面の各一部が新義州府に編入。
  - 古津面の残部が龍川郡楊光面に編入。
- 1943年10月1日 (1邑12面)
  - 州内面が義州邑に編入。
  - 龍川郡楊光面の一部が枇峴面に編入。
- 1944年5月10日 - 広坪面の一部が新設の朔州郡青水邑の一部となる(1邑12面)
- 1945年(光復直後) - 義州邑が義州面に降格。(13面)
- 1952年12月 - 郡面里統廃合により、義州郡義州面・古城面・松長面・水鎮面・威化面および古館面の一部、新義州市の一部地域をもって、義州郡を設置。義州郡に以下の邑・里が成立。(1邑20里)
  - 義州邑・台山里・正門里・煙下里・燕武里・大門里・金光里・雲川里・下端里・上端里・西湖里・龍雲里・弘南里・徳龍里・龍渓里・水鎮里・大花里・美松里・春山里・中端里・仙上里
- 1954年 (1邑18里)
  - 仙上里および正門里の一部が新設の光城郡に編入。
  - 正門里の残部が下端里に編入。
- 1961年 - 上端里・下端里が新義州市に編入。(1邑16里)
- 1963年 - 徳龍里が徳峴労働者区に昇格。(1邑1労働者区15里)
- 1972年 (1邑2労働者区15里)
  - 煙下里が煙下労働者区に昇格。
  - 龍雲里の一部が分立し、於赤里が発足。
- 1974年 - 清城郡楸里・三下里を編入。(1邑2労働者区17里)
- 1989年 (1邑2労働者区17里)
  - 一部を新義州市光明区域に編入。
    - 煙下労働者区および弘南里の一部 → 煙下洞。
    - 西湖里の一部 → 多智里。

  - 徳峴労働者区の一部が分立し、徳龍労働者区が発足。
- 1990年 - 水鎮里の一部が徳龍労働者区に編入。(1邑2労働者区17里)
- 1992年 (1邑2労働者区17里)
  - 弘南里の一部が義州邑に編入。
  - 西湖里の一部が弘南里に編入。
- 2002年9月12日 - 郡域の一部が新義州特別行政区に指定される。(1邑2労働者区17里)
  - 指定される地域は西湖里および弘南里・台山里の各一部である。

## 文化・観光
- 白馬山城
- 金剛寺

## 交通
- 徳峴線
  - 義州駅 - 水鎮駅 - 精鉱駅 - 徳峴駅